# Sendai virus
Seandai virus (SeV nebo také parainfluenza virus - PIV) je obalený RNA virus z rodu Respirovirus. Jeho RNA je jednovlákenná (jedná se o (-)ssRNA virus). Existují 4 typy tohoto viru.
SeV způsobuje onemocnění horních i dolních dýchacích cest především u hlodavců.
Jeho přítomnost v krvi se dá prokázat ELISA testem, případně i modernějším a citlivějším MFI testem. Zajímavý je jeho účinek na eukaryotní buňky, vir je totiž schopný způsobit jejich fúzi, při které vznikají soubuní (syncytia). Toho se někdy využívá v biologii k fúzi eukaryotních buněčných kultur pěstovaných in vitro.